# 요시다 미즈키
요시다 미즈키(일본어: 吉田 美月喜 よしだ みづき[*], 2003년 3월 10일 ~ )는 일본의 배우, 모델이다.

## 출연 작품

### 극장판 애니메이션
- 2024년 《룩백》 - 쿄모토 역